# Libwww
libwww – przeglądarka internetowa, której autorami byli Tim Berners-Lee i student z CERN, Szwajcar Jean-Francois Groff.
Przepisali oni przeglądarkę WorldWideWeb w języku C i w 1992 przedstawili przeglądarkę libwww. Groff założył później pierwszą firmę zajmującą się projektowaniem stron – InfoDesign.ch.
Była to de facto otwarta biblioteka do pisania aplikacji sieciowych w systemach Unix i Windows, zapewniająca obsługę HTTP, FTP i inne funkcje, na bazie której powstało kilka innych popularnych aplikacji. Została udostępniona do wykorzystania bez ograniczeń 30 kwietnia 1993.